# 清風亭
清風亭（せいふうてい）は、幕末に長崎に存在した料亭。坂本龍馬、土佐藩参政・後藤象二郎が会談したことで知られている。

## 清風亭会談
慶応3年（1867年）1月13日に土佐藩士・溝渕広之丞と松井周助の斡旋により、坂本龍馬と後藤象二郎が会談。土佐藩は龍馬らの脱藩を赦免し、亀山社中を土佐藩の外郭団体的な組織とすることが決まり、これを機として4月上旬頃に亀山社中は「海援隊」と改称した。この会談には、後藤象二郎の計らいで、長崎の芸妓・お元も同席していたといわれている。

## 場所
長い間、正確な場所は不明だったが、大光寺（鍛冶屋町）の過去帳や明治初期の榎津町の地図などから、平成21年（2009年）に場所（旧榎津町65番地、現在の長崎県長崎市万屋町5番11号一帯）が特定された（『清風亭跡 板碑より抜粋』）。